# Julio Olarticoechea
Julio Jorge Olarticoechea (Saladillo, Província de Buenos Aires, Argentina, 18 de outubro de 1958) é um treinador e ex-jogador de futebol argentino.

## Jogador
Jogou nos dois principais clubes do país, River Plate e Boca Juniors, além de Racing e Argentinos Juniors. O defensor jogou pela Seleção Argentina de 1982 a 1990, participando das três Copas do Mundo do período, tendo sido campeão na de 1986 e vice em 1990 (cuja final ele não chegou a jogar). Encerrou a carreira em 1992, no Deportivo Textil Mandiyú, da cidade de Corrientes.
Era conhecido como El Vasco (em português, "O Basco") por sua ascendência basca (seu sobrenome originalmente seria Olartikoetxea). Curiosamente, era o mesmo caso de pelo menos dois de seus colegas naqueles mundiais, Jorge Burruchaga e Sergio Goycochea.

## Treinador
Foi escolhidos as pressas pela AFA, em 2016 para comandar o elenco da Seleção Argentina de Futebol, nas Olimpíadas de 2016. 

## Títulos
River Plate
- Campeonato Argentino: 1981 - Nacional

Argentina
- Copa do Mundo (1): 1986

Racing
- Supercopa Sul-Americana: 1988